# トライアングル・サービス
有限会社トライアングル・サービス（TRIANGLE SERVICE CORP）は、主に業務用・家庭用ゲーム機用のコンピュータゲームを製作している会社である。ユーザーからの略称はトラサビなど。
商業向けでゲーム製作には数十人〜数百人規模とかかっている作品が多い中において、僅か3名の製作スタッフによってゲームを製作している。そのうち、サウンド・キャラクターデザインを除く全てを藤野社長一人が担当している。

## 会社設立までの経緯
藤野俊昭はヒューマンクリエイティブスクール卒業後、いくつかのゲームメーカーを転々としていた。その中で『G-STREAM G2020』の開発に関わった際、発注元であるオリエンタルソフトから給与未払いのうえゲームデータも未完成のまま奪われてしまうという詐欺まがいの仕打ちを受けてしまう。
藤野は「G-STREAM」を自分の思ったとおりのゲームに完成させて売るという目的の新たな会社を設立した。
ちなみに会社名は「ナイアガラ・トライアングル」と「サニーデイ・サービス」が由来であり、ビジネス用語の「サービストライアングル」からではない。

## 開発したゲーム作品

### 発売タイトル
- トゥエルブスタッグ（アーケード・PS2）
- トライジール（アーケード・DC・PS2・iアプリ・S!アプリ・EZアプリ）
  - シューティング技能検定 - PS2版にオマケのゲームとして収録。
  - シューティング技能検定（携帯版）（iアプリ・S!アプリ・EZアプリ）
- シューティングラブ。2007（シューティング技能検定（業務用）、エクスジール）（アーケード）
- シューティングラブ。200X（シューティング技能検定（業務用）、エクスジール、トライジールRemix、マイナスゼロ）（Xbox 360）
- ゲーセンラブ。 〜プラス ペンゴ!〜（アクション技能検定、シューティング技能検定（業務用）、コンバットジール、ペンゴ!）（アーケード ALL.Net P-ras MULTI・Xbox 360）
- シューティングラブ。10周年 〜XIIZEAL & ΔZEAL〜（トゥエルブジール、デルタジール）（Xbox 360）
- シューティングラブ。コレクション（シューティングラブ。200X、シューティングラブ。10周年）（Xbox 360）
- XIIZEAL（Steam）
- DELTAZEAL（Steam）
- シューティングラブ。トリロジー（仮称）（Xbox One）
- タッピングスキルテスト（アーケード ALL.Net P-ras MULTI Ver.3）
- ペンゴ！オンライン（アーケード ALL.Net P-ras MULTI Ver.3）

### イベント用タイトル
いずれも商業製品としては未発売。
- 射ウォッチ

アーケード向けの作品。基板は『シューティングラブ。2007』と同じくNAOMI（ROM）。内容及びタイトルは『シュウォッチ』のオマージュと「ウルトラマン」のパロディ。正義の味方「射ルトラマン」に10秒間の連射でパワーを与えるという設定。
射ルトラマンの声優は藤野社長本人。BGMは『シューティングラブ。2007』でも一部楽曲を手がけたWASi303によるもので、アーケードゲームとして初めて主題歌には『初音ミク』の音声が使用されている。
- シューティングラブ。8

プラットフォームはWindows。その名の通り、『シューティング技能検定（業務用）』を8人同時対戦できる作品。8人対戦に適したように、アーケード版とは若干ミニゲームの内容も変更されている。
- バロップ!

トライアングルサービスの作品としては、シューティングゲーム以外のジャンル作。ゲームショーに出展はしていたが、諸事情で発売未定となっている。2009年2月12日にシューティングラブ。200Xの公式ブログで情報が公開された。

## 逸話

### トライアングル・サービスがピンチです!
トライジールのドリームキャスト版を販売するに当たって注文予約数の少なさに困惑した藤野社長が、自社サイトに上記タイトルのサイトを開設し購入の呼びかけを行った。内容は「借金をして会社を立ち上げたが売り上げが芳しくない」ということをかなり率直に書いた完全な自虐ネタで、企業自らがこの様な形での呼びかけを行うことはテレビゲーム業界においては前代未聞であり、賛否両論ながらネット上において注目を集めた。その結果多数の個人およびゲーム店などから応援のメッセージや問い合わせが殺到し、ソフトは2006年末頃までに生産分のほとんどを売りきり、2007年初頭にDCソフトとしては異例の再生産を行うまでになった。結果としてこの呼びかけは大成功だったと言える。
また、2006年11月に銚子電鉄がウェブサイト上で自社の窮状を訴えた際に、ゲーム系のサイトでしばしばこの件が引き合いに出されたが、特に関連性はない。

### シューティングラブ。
トライアングル･サービスの企業スローガンは、藤野社長が「アイ・ラブ・ニューヨーク」のTシャツを見て発案したと言われている「シューティングラブ。」である。
この宣言の通り、トライアングル・サービスはシューティングゲームを精力的に開発している。また、この文句はシューティングを愛するゲーマーに衝撃を与え、ネタとしてしばしば口にされている。
トライジールのパッケージに描かれた「シューティングラブ。」や社名ロゴの筆文字は社長の直筆である。社長はこれらを書くための専用の筆も持っている。
近年はネタとしての筆文字自体の需要もあり、以下の作品でこの筆文字のセルフパロディである直筆の筆文字を提供した。社長は「ゲーム界の莫山先生」を自称している。
- セガエイジスのダイナマイト刑事発売時に公式サイト内の広告用に「アクション ラブ。」（後にアーケード版ダイナマイト刑事EXにも収録された）
- 2ちゃんねるのシューティングゲーム板の看板（バナー）に「シューティング板ラブ。」
- サクセスのXbox 360用ゲームソフト『ライデンファイターズ エイシズ』のパッケージジャケット裏に「ライデン ラブ。」
- 月刊アルカディアの『ハイスコア全国集計』表題文字
- 高田馬場のゲームセンター・ミカドの看板『高田馬場ゲーセン ミカド』
- 新潟県長岡市のゲームセンター・テクノポリスのチャリティーグッズ『ゲーセンラブ。』『ArcadeLove』

### 新潟事変
2012年11月24日～25日にかけて行われた、ゲームセンターテクノポリスと同社、両社の十周年記念イベント。
ゲーム音楽LIVE、ゲームのスーパープレイ、トークイベントなど様々な催しが前夜祭も含めた二日間に渡って行われた。
当時、テクノポリスで『シューティング ラブ。2007』による『シューティング技能検定』大会を検討していたが、
参加者のスコア比較のためのランキング機能が搭載されていなかった。
このため、テクノポリス店長の吉田氏からの問い合わせを受け、
同社代表の藤野氏は「こんな問い合わせをしてくるゲームセンターは一軒しかなかった……一体どんな店なんだろう？」と、アポなしで新潟のテクノポリスまで足を運び、吉田氏と会い、ふたりの交流はこの日からはじまった。
そこからミカドにも、藤野氏を通じて「新潟におもしろい店がある」という情報が伝わり、ミカドとテクノポリスの交流もはじまった。
そうした交流から、本イベントが実現した。